# سبيس رايدر
سبيس رايدر هي مركبة فضائية غير مأهولة  مدارية  فضائية أوروبية مخططة تهدف إلى توفير رحلات روتينية وبأسعار معقولة لوكالة الفضاء الأوروبية. ومن المخطط أن تنطلق أول رحلة في الربع الثالث من 2023.